# Sandra Corveloni
Sandra Corveloni (San Paolo, 9 maggio 1965) è un'attrice brasiliana.

## Biografia
Ha lavorato per molto tempo in teatro, approdando poi al cinema (è apparsa sia nei film sia nei cortometraggi) e alle telenovelas tra le quali Amor à vida del 2013.
Nel 2008 ha vinto il premio per la miglior attrice al Festival di Cannes per Linha de passe.